# Беркович Анатолій Олександрович
Анатолій Олександрович Беркович (3 грудня 1938, Прилуки, Українська РСР - 7 жовтня 2013, Санта-Моніка, Каліфорнія) - український, радянський оперний співак, соліст Челябінського державного академічного театру опери та балету, заслужений артист Росії (1995).

## Біографія
Анатолій Беркович народився 3 грудня 1938 року у місті Прилуки. З 1954 брав участь у заводській художній самодіяльності, був керівником Зеленодольського шкільного хору (1965). В 1969 закінчив вокальний факультет Казанської консерваторії (клас В. А. Лазько). Був солістом Казанського оперного театру (1969-1972), Кемеровської філармонії (1972-1973), Челябінського державного академічного театру опери та балету імені М. І. Глінки (1973-1999). За роки роботи в Челябінському державному академічному театрі опери та балету імені М. І. Глінки заспівав бл. 30 партій. Концертний репертуар складали романси, пісні різних народів. 1999 року емігрував до США.

## Нагороди
- Заслужений артист Росії (1995).

## Роботи у театрі
- "Євгеній Онєгін" П. Чайковський - Онєгін
- "Пікова дама" П. Чайковський - Єлецький
- "Севільський цирульник" Дж. Россіні - Фігаро
- "Бал Маскарад" Дж. Верді - "Ренато"
- "Трубадур" Дж. Верді - "Ді Місяць"
- "Травіату" Дж. Верді - "Жорж Жермон"
- «Весілля Фігаро» Моцарт - Фігаро
- "Богема" Дж. Пуччіні - Марсель, Шонар
- "Туга" Дж. Пуччіні - барон Скарпіа, шеф поліції Риму
- "Царська Наречена" М. Римський-Корсаков - Григорій Грязний
- "Снігуронька" М. Римський-Корсаков - Мізгір
- "Ріголетто" Дж. Верді - Ріголетто
- «Любовний напій» Доніцетті — Белькоре
- «Кажан» Штраус - Фальк